# スピーデー章
スピーデー章（スピーデー あきら、本名：林章（はやし あきら） 1928年1月2日 - 1980年6月）は、神奈川県横浜市出身のプロボクサー。第3代・第5代・第7代日本フライ級王者。

## 来歴
1947年デビュー。その名のとおりスピードを身上とする技巧派で、1952年、「無冠の帝王」と言われた強豪串田昇との日本フライ級王座決定戦に勝ち、王者となる。以後6度の防衛に成功、破った挑戦者の中には先述の串田のほか、後の東洋王者三迫仁志も含まれる。1955年、三迫の再度の挑戦に屈し王座を失うが、同年三迫が東洋タイトル挑戦のため返上した同タイトルを田口久雄と争って判定勝ち、王座に返り咲いた。その半年後に大上光忠に敗れ王座を失うが、翌年の再戦で雪辱、三度目の日本タイトル獲得を達成した。その三ヶ月後、岩本正治のラッシュに屈して王座を失い、引退した。
通算戦績73戦49勝（10KO）13敗1分9EX1無判定
1980年、京浜東北線の列車事故で死亡。

## 獲得タイトル
- 第3代日本フライ級王座（防衛6）
- 第5代日本フライ級王座（防衛0）
- 第7代日本フライ級王座（防衛0）